# 日本経済成長論
『日本経済成長論』（にほんけいざいせいちょうろん）とは、池田勇人内閣で閣議決定された所得倍増計画を起案、推進した下村治が、所得倍増計画などについて、各メディアで発表した論説をまとめたものである。

## 刊行
- 1962年 - 社団法人 金融財政事情研究会[1][2]
- 2009年 - 中央公論社 中公クラシックス ISBN 9784121601094

## 内容
下村はまず、「経済成長ということは端的に国民総生産の増加という形で表現されます」と、言い切っている

## 関連文献
- 堀内行蔵『下村治博士と日本経済―高度成長論の実践とゼロ成長ビジョンの含意』日本政策投資銀行設備投資研究所、2007年3月。
- “孤高のエコノミスト 下村治”. 資料展示.   一橋大学経済研究所社会科学統計情報研究センター. 2015年10月31日閲覧。